# Florian Maurice
Florian Maurice (Sainte-Foy-lès-Lyon, 20 gennaio 1974) è un ex calciatore francese, di ruolo attaccante.

## Carriera

### Club
Dopo aver fatto la trafila nelle giovanili dell'Olympique Lyonnais, dove era considerato l'erede di Jean-Pierre Papin, esordisce con la prima squadra nel 1991; con i lionesi gioca per otto stagioni, realizzando numerose reti, 44 in 126 presenze, e partecipando al campionato europeo di calcio Under-21 1996 e alle Olimpiadi, nello stesso anno; esordisce inoltre con la Nazionale maggiore. Nel 1997 si trasferisce al PSG, in cui resta però un'unica stagione, peraltro discreta, con 28 presenze e 7 centri, e coronata dalla vittoria in Coupe de France e in Coupe de la Ligue; alla prima giornata di campionato realizza una rete nel 2-0 contro lo Châteauroux.
Nella stagione seguente passa all'Olympique de Marseille, collezionando, 62 presenze e 23 reti in tre anni; nel ritorno della semifinale di Coppa UEFA 1998-1999 contro il Bologna al Dall'Ara, a 5' dalla fine la punta francese si guadagna un rigore inesistente trasformato da Laurent Blanc, che sigla l'1-1 decretando il passaggio del turno da parte dei francesi.
Nel 2001 tenta un'esperienza all'estero, in Spagna, al Celta de Vigo, squadra in cui non trova spazio e gioca per sole 11 volte, segnando due reti. Nel 2002 accetta la chiamata dei francesi del Bastia, squadra in cui milita per due stagioni e totalizza un discreto bottino: 18 reti in 69 partite. Il contratto, in scadenza nel 2004, non viene rinnovato e Maurice si accasa a lneopromosso'FC Istres; ma ha già dato il meglio di sé nelle tappe precedenti e in 14 partite non va mai a segno. Termina la carriera nello Châteauroux, con 10 partite e una segnatura.

### Nazionale
In Nazionale, Maurice gioca solo 6 partite, segnando una rete proprio durante la sua ultima presenza, nel novembre 1999, contro la Croazia, sconfitta 3-0 dai francesi;
può, però, vantare la partecipazione al Campionato Europeo Under 21 del 1996 e all'Olimpiade 1996 di Atlanta, manifestazione in cui segna 3 reti.

## Palmarès

### Club

#### Competizioni nazionali
- Coppa di Lega francese: 1

Paris Saint-Germain: 1997-1998
- Coppa di Francia: 1

Paris Saint-Germain: 1997-1998

### Individuale
- Trophées UNFP du football: 1

Miglior giovane della Division 1: 1995